# Amelia Rosselli

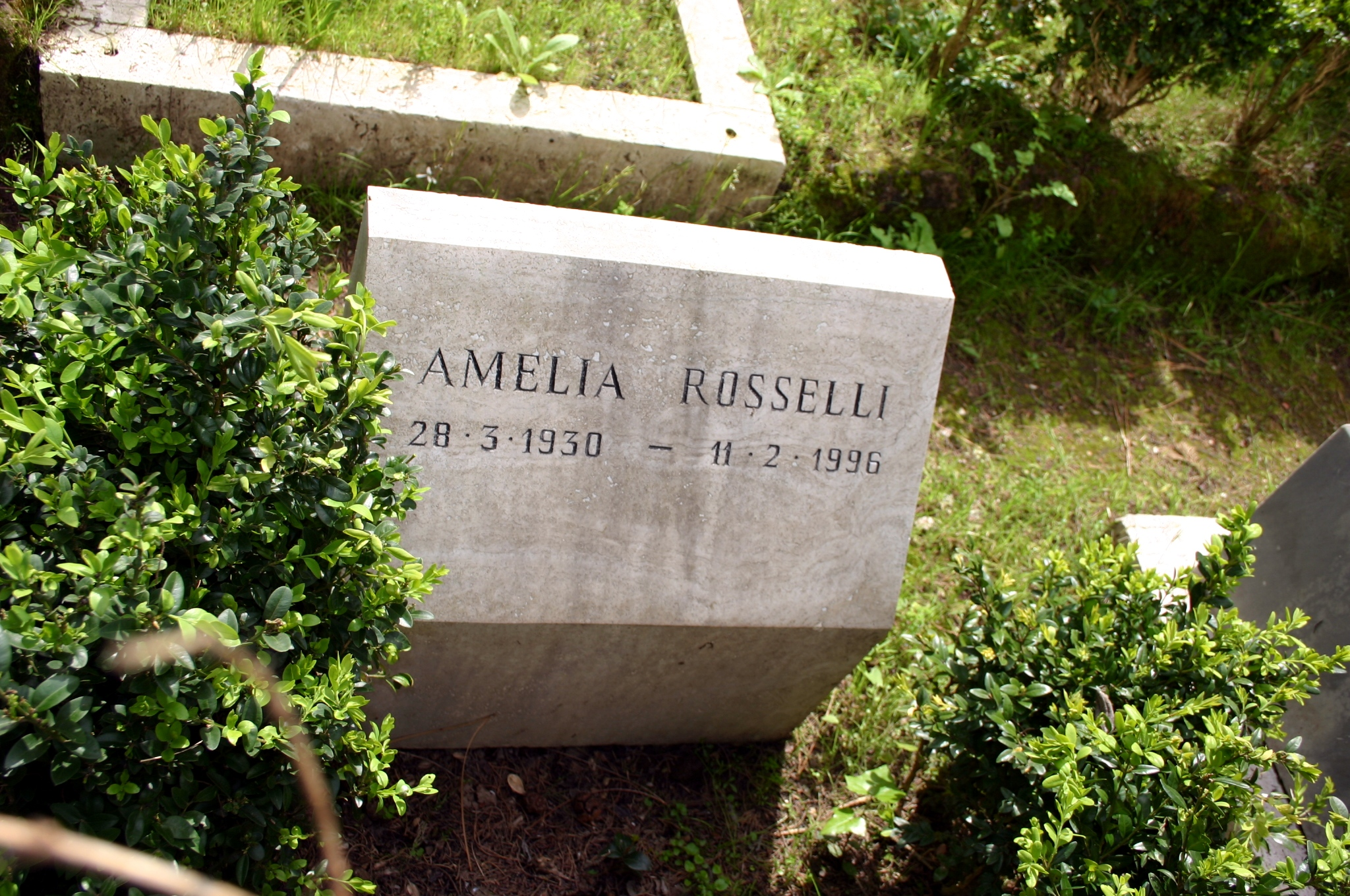
Grób Amelii Rosselli

Amelia Rosselli (ur. 28 marca 1930 w Paryżu, zm. 11 lutego 1996 w Rzymie) – poetka włoska.
Była córką angielskiej działaczki politycznej Marion Cave oraz Carlo Rosselliego, włoskiego historyka i antyfaszysty. Śmierć ojca (w 1937 roku Carlo Rosselli oraz jego brat Nello zostali zamordowani przez przedstawicieli organizacji La Cagoule) spowodowała, że mieszkała w Szwajcarii, Anglii i Stanach Zjednoczonych, dopiero w 1948 roku wróciła do Włoch i osiadła w Rzymie. Studiowała literaturę, filozofię i teorię muzyki. Podejmując próby tłumaczenia literatury angielskiej, nawiązała kontakty ze środowiskiem artystycznym, z którego później powstała awangardowa Gruppo 63. Wiersze Amelii Rosselli, publikowane w latach 60. w pismach literackich, sprawiły, że docenili ją m.in. Pier Paolo Pasolini, Andrea Zanzotto oraz Giovanni Raboni. Pisała po włosku, ale często używała angielskich i francuskich zwrotów, a także elementów gramatyki i składni tych języków.    
Cierpiała na nawracające zaburzenia depresyjne, 11 lutego 1996 popełniła samobójstwo, skacząc przez okno z piątego piętra. 

## Wybrana twórczość
- Primi scritti (1952-63) (1980)
- Variazioni belliche (1964)
- Serie ospedaliera (1969)
- Documento (1966-1973) (1976)
- Impromptu (1981)
- Appunti sparsi e persi (1966-1977) (1983)
- La libellula.(1985)
- Antologia poetica (1987)
- Sleep. Poesie in inglese (1992)